# Порвата
Порвата — у слов'янській міфології богиня лісу. Вона не має ідола або зображення, її можна знайти лише у пралісі. ЇЇ днем є вівторок та святкується у середині літа.
Вперше згадується в Mater Verborum, чесько-латинському словнику, де вона зіставляється з Персефоною. Пізніше стала асоціюватися з богом Поревітом.